# Eria kaniensis
Eria kaniensis är en orkidéart som beskrevs av Rudolf Schlechter. Eria kaniensis ingår i släktet Eria och familjen orkidéer.

## Underarter
Arten delas in i följande underarter:
- E. k. constricta
- E. k. kaniensis